# Turnpike Lane (Metropolitano de Londres)

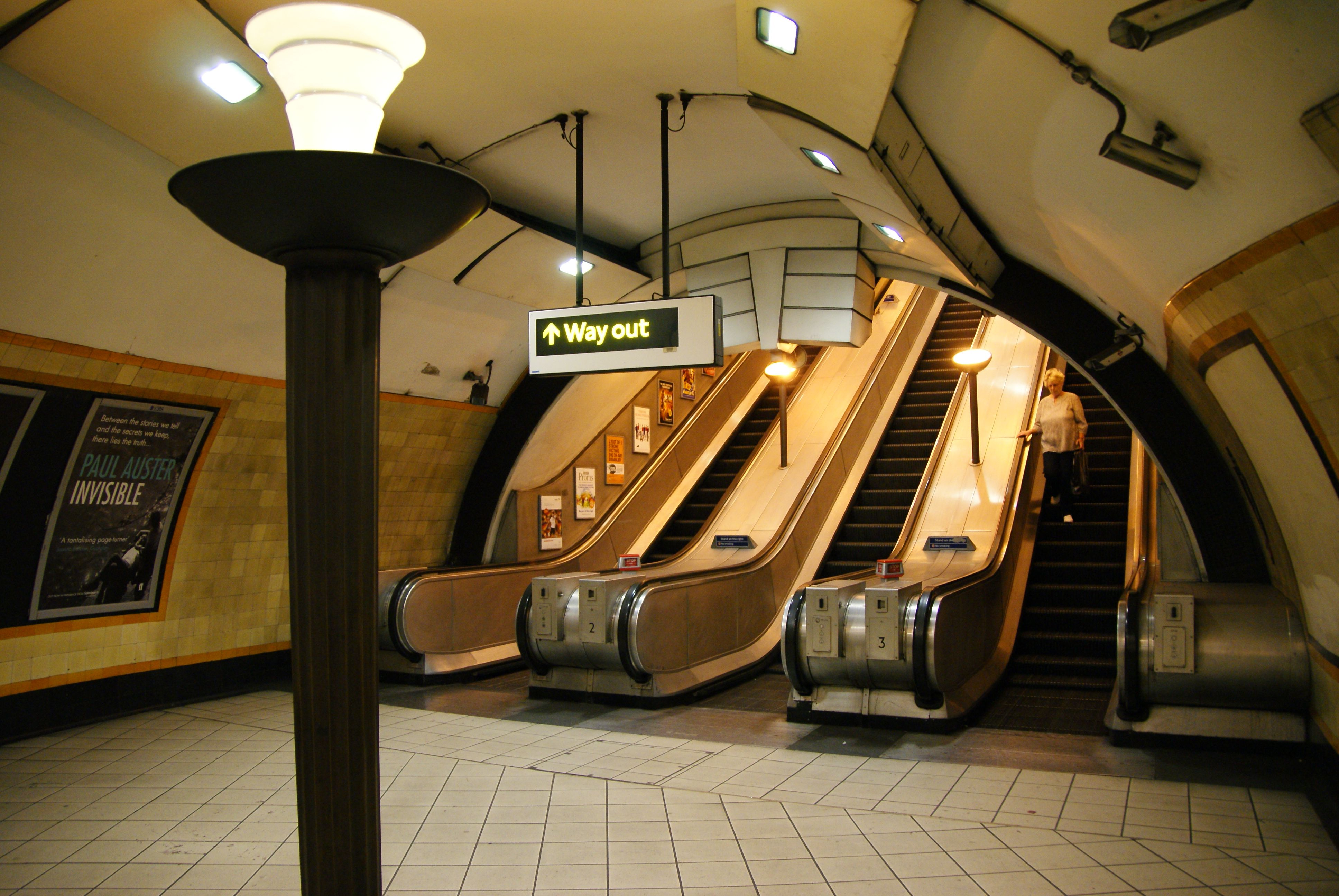
Nível da plataforma

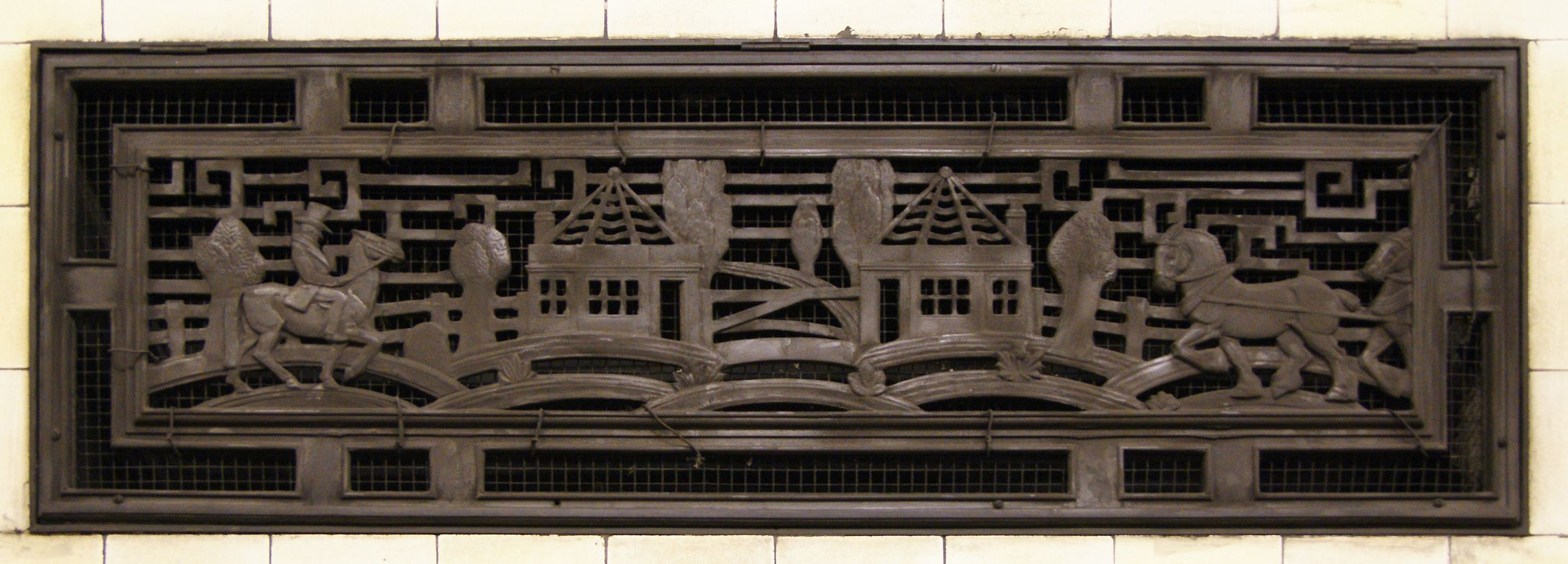
Grade de ventilação decorativa

Turnpike Lane é uma estação do Metrô de Londres em Turnpike Lane, no borough londrino de Haringey, no Norte de Londres, Inglaterra. A estação fica na parte nordeste da linha Piccadilly entre Manor House e Wood Green. A estação foi inaugurada em 19 de setembro de 1932 como parte da extensão para Cockfosters. Está na Zona 3 do Travelcard.

## História
Foi inaugurado em 19 de setembro de 1932. Foi a primeira estação de metrô no Borough Municipal de Tottenham e estava localizada no ponto de encontro dos bairros de Tottenham, Hornsey e Wood Green, todos agora parte do London Borough of Haringey.
Como todas as estações na extensão Cockfosters, Turnpike Lane estabeleceu novos padrões estéticos nunca antes vistos no metrô. Durante o período de planejamento para a extensão para Cockfosters, dois nomes alternativos para esta estação, North Harringay e Ducketts Green (Ducketts Common está localizado em frente) foram considerados, mas rejeitados.

## Projeto
A estação foi projetada pelo arquiteto Charles Holden e é um exemplo bem preservado do estilo modernista da London Transport na década de 1930. Foi listado no Grau II em 1994. A bilheteria é uma enorme caixa de tijolos, com duas grandes torres de ventilação, semi-afundadas no terreno circundante. Suas paredes altas contêm janelas segmentadas que permitem que a luz natural brilhe bem na estação. O efeito da luz do final da tarde é semelhante ao do transepto de uma catedral. Duas das entradas da rua davam acesso às rotas de bonde de e para Alexandra Palace por meio das saídas da ilha de bonde para a Turnpike Lane. Os serviços de bonde foram retirados em 1938 e substituídos por ônibus; estes continuaram a usar as ilhas do bonde até 1968, quando foram removidos.
As áreas de sub-superfície são revestidas com ladrilhos de cor biscuit forrados com frisos amarelos. O hall de reservas fica a 3,7 metros (12 pés) abaixo do nível da rua. Em comum com Manor House e Wood Green, os túneis da estação têm diâmetro de 23 pés (7 metros) e foram projetados para o maior volume de tráfego esperado. Bounds Green e Southgate têm túneis de plataforma de apenas 21 pés (6,4 metros) de diâmetro. A construção de "poços de suicídio" entre os trilhos também foi inovadora. Estes foram construídos em ligação com um sistema de passagens sob as plataformas para dar acesso à via.
A estação originalmente apresentava um grande padrão de lâmpada e sinal no espaço em frente à estação que fazia parte do design original de Holden, mas isso foi removido desde então.

## Rodoviária
A estação de ônibus Turnpike Lane está situada atrás do complexo da estação de metrô. Ele pertence e é mantido pela Transport for London. Há três pontos na rodoviária e as principais operadoras que a atendem são London General, Arriva London, Metroline e Sullivan Buses.

### História
Na década de 1920, os ônibus operavam em uma garagem na adjacente Whymark Avenue até que, em 1932, a estação Turnpike Lane foi construída. Foi originalmente concebido como uma estação integrada de ônibus, trem e bonde, com o entroncamento de ônibus localizado atrás do edifício principal. Foi coberto na década de 1960.
Na década de 1990, a rodoviária era considerada muito pequena, tanto pelo número de ônibus que a utilizava quanto pelo aumento do comprimento dos veículos. Foi assim construída uma nova estação rodoviária que envolveu a demolição de um cinema adjacente para ampliar.

## Futuro
Em maio de 2013, o governo confirmou que a estação estava em sua principal rota de referência para a proposta Crossrail 2, para estar no ramal New Southgate com impressão azul.

## Cultura popular
A estação é mencionada na música "Junkie Doll" de Mark Knopfler em seu álbum Sailing to Philadelphia, e também em "Los Angeles Waltz" de Razorlight em seu álbum autointitulado Razorlight.